# 妙峰寺双塔
40°17′53″N 119°49′51″E / 40.29806°N 119.83083°E
妙峰寺双塔位于中国辽宁省葫芦岛市绥中县永安堡乡塔子沟村北150米的妙峰岭上，2013年被列为第七批全国重点文物保护单位。
妙峰寺双塔原为妙峰寺遗物，寺毁于明末清初，仅存双塔。双塔建于辽乾统年间（1101——1114年），均为密檐式砖塔，一大一小，东西对峙，相距50米。大塔（东塔）高19米，砖筑，八角九级，空心，每边长约2米，塔座高2.4米。小塔（西塔）高10米，六角五级，结构、造型、雕刻与大塔相同，现为五层檐。